# Camille Avrillon
Camille Avrillon (* 19. Jahrhundert; † 20. Jahrhundert) war ein französischer Radrennfahrer.

## Sportliche Laufbahn
Avrillon war im Bahnradsport aktiv. Bei den Bahnradsport-Weltmeisterschaften 1907 in Paris gewann er beim Sieg von Jean Devoissoux die Bronzemedaille im Sprint der Amateure. 
Über seine weiteren Lebensdaten und Erfolge ist nichts bekannt.